# Lokrický modus
Lokrický modus je pojem z oblasti hudební nauky, který se používá pro posloupnost tónů diatonické durové stupnice zahrané od jejího sedmého stupně.

## Vlastnosti lokrického modu
Lokrický modus vznikne z durové stupnice jejím zahráním od sedmého stupně, například v případě C dur je základním tónem lokrického modu H a znění lokrického modu: h-c-d-e-f-g-a.
Jedná se o mollový modus (s malou tercií), který je charakteristický především alterovanou (zmenšenou) kvintou. Díky tomuto intervalu nelze lokrický modus podložit mollovým kvintakordem. Základní tón lokrického modu i akordy na něm postavené mají obvykle „průchodný“ charakter - lokrický modus není na rozdíl od ostatních modů (dokonce ani v jazzu) používán jako základní modus hudební skladby ani její části.
Lokrický modus je nejměkčí z modů durové stupnice.
Nejbližším tvrdším modem je frygický modus, který se od lokrického liší právě v kvintě.

### Intervalové složení
| Stupeň   | Interval        | Příklad - C dur |
| -------- | --------------- | --------------- |
| I        | Prima           | h               |
| II       | Malá sekunda    | c               |
| III      | Malá tercie     | d               |
| IV       | Čistá kvarta    | e               |
| V        | Zmenšená kvinta | f               |
| VI       | Malá sexta      | g               |
| VII      | Malá septima    | a               |
| VIII = I | Oktáva          | h               |

## Složení v jednotlivých tóninách
Následující tabulka obsahuje složení lokrického modu pro jednotlivé tóniny.
| Stupnice | Předznamenání | Základní tón | Složení                     |
| -------- | ------------- | ------------ | --------------------------- |
| Cis dur  | 7♯            | his          | his cis dis eis fis gis ais |
| Fis dur  | 6♯            | eis          | eis fis gis ais h cis dis   |
| H dur    | 5♯            | ais          | ais h cis dis e fis gis     |
| E dur    | 4♯            | dis          | dis e fis gis a h cis       |
| A dur    | 3♯            | gis          | gis a h cis d e fis         |
| D dur    | 2♯            | cis          | cis d e fis g a h           |
| G dur    | 1♯            | fis          | fis g a h c d e             |
| C dur    | -             | h            | h c d e f g a               |
| F dur    | 1♭            | e            | e f g a b c d               |
| B dur    | 2♭            | a            | a b c d es f g              |
| Es dur   | 3♭            | d            | d es f g as b c             |
| As dur   | 4♭            | g            | g as b c des es f           |
| Des dur  | 5♭            | c            | c des es f ges as b         |
| Ges dur  | 6♭            | f            | f ges as b ces des es       |
| Ces dur  | 7♭            | b            | b ces des es fes ges as     |

## Charakteristické akordy
Pro lokrický modus je charakteristický zmenšený kvintakord, ze septakordů pak zmenšeně malý septakord.
Kompletní tónový materiál modu je vyjádřen sedmizvukem (tercdecimovým akordem) {\displaystyle Xmi^{13-/9-/5-}\,\!} (X je základní tón lokrického modu).
Následující tabulka obsahuje charakteristické akordy lokrického modu v tónině C dur.
| Typ akordu         | Značka (C dur)                      |
| ------------------ | ----------------------------------- |
| Kvintakord         | {\displaystyle Hmi^{5-}\,\!}        |
| Septakord          | {\displaystyle Hmi^{7/5-}\,\!}      |
| Nonový akord       | {\displaystyle Hmi^{9-/5-}\,\!}     |
| Undecimový akord   | {\displaystyle Hmi^{11/9-/5-}\,\!}  |
| Tercdecimový akord | {\displaystyle Hmi^{13-/9-/5-}\,\!} |